# بيتر كريستي
بيتر كريستي هو سياسي كندي، ولد في 30 أكتوبر 1846 بسكوغاغ في كندا، وتوفي في 13 ديسمبر 1933. حزبياً، نشط في حزب كندا المحافظ. وقد انتخب عضو مجلس العموم الكندي.